# Tom Ripley
Pour les articles homonymes, voir Ripley.
Thomas « Tom » Ripley est un personnage de fiction issu d'une série de romans américains de Patricia Highsmith, publiés à partir de 1955. Le personnage a également été porté à l'écran dans plusieurs films.

## Biographie fictive
Tom Ripley est orphelin très jeune, après la noyade de ses parents. Il sera ensuite élevé par sa tante Dottie.
Quelques années plus tard, Tom est devenu un homme cultivé, mais vit sans un sou à New York. Il survit grâce à des petites escroqueries et fraudes sans envergure. Un jour, il est contacté par le riche Herbert Greenleaf, qui le charge d'une mission en Sicile. Tom doit ramener son fils Dickie à la raison pour qu'il rentre aux États-Unis afin de s’occuper des entreprises familiales. Ce que M. Greenleaf ignore, c'est que Tom a déjà croisé Dickie par le passé, mais il se souvient à peine de lui.
Arrivé en Italie, Ripley ne tarde pas à rencontrer Dickie et sa petite amie, Marge Sherwood. Cette dernière est assez hostile à Ripley. En son absence, elle ne manque pas d'insinuer que Ripley est homosexuel. Dickie est d’autant plus troublé par cette insinuation que, peu après, il découvre Tom dans sa propre chambre, avec ses vêtements, en train de l’imiter. Dickie cherche donc à prendre ses distances, mais Tom n'a pas l'intention d'abandonner le train de vie que lui permet la fréquentation de son récent ami. Dickie, dans l’intention de couper les ponts, accepte comme une dernière faveur de faire un bref voyage avec Tom à San Remo. C’est là que Tom l’assassine sur un petit bateau et qu'il endosse l’identité de sa victime. Ripley écrit ensuite à Marge une lettre de rupture. Il fait également croire aux amis de Dickie que ce dernier est encore vivant. Tom Ripley organise la supercherie jusqu’à ce que soit validé un testament qui lui assure l'héritage de Dickie Greenleaf.
Six ans plus tard, âgé d'une petite trentaine d'années, Tom Ripley réside désormais en France, dans sa somptueuse propriété de Belle Ombre, avec sa femme Héloïse Plisson, une riche héritière. Il vit grâce à l’héritage qu’il a tiré de la mort de Dickie Greenleaf et de fraudes, surtout du commerce de faux tableaux. Il s’occupe surtout d’un certain Philip Derwatt, un peintre mort en Grèce, dont on essaie de faire croire aux collectionneurs qu’il est encore vivant, mais reclus au Mexique où il produit encore des toiles qui sont en fait des faux peints par un certain Bernard Tufts. L'Américain Thomas Murchison met en doute la véracité de l’existence du peintre disparu. Tom tente alors de le convaincre, en se rendant d’abord à Londres, puis en invitant le collectionneur à Belle Ombre. Ces tentatives se révélant toutes deux infructueuses, il tue le collectionneur et enterre le cadavre dans le petit bois adjacent à la maison. Peu après, un cousin de Dickie Greenleaf, de passage à Belle Ombre, remarque le sol fraîchement retourné à l’endroit de la tombe, mais ne dit rien. Tom Ripley comprend néanmoins que la solution qu'il avait envisagée pourrait lui valoir des démêlés avec la police. Quand Bernard Tufts séjourne à Belle Ombre, Tom Ripley le convainc de lui prêter main-forte pour déterrer le corps et le jeter dans le fleuve. Il était temps, car la police française et un inspecteur venu de Londres se mettent à enquêter sur la disparition de Murchison et font une investigation minutieuse chez Tom Ripley. Entre-temps, Bernard Tufts devient de plus en plus inquiet. Il parle de dévoiler le commerce illicite de faux tableaux auquel Ripley l’a amené à collaborer. Dans un accès de fureur, il agresse violemment Ripley à deux reprises. La situation s'envenime mais Ripley survit.
Peu de temps après, Ripley vit toujours dans sa belle propriété française de Belle Ombre, avec sa femme Héloïse. Reeves Minot, un malfrat américain, vient lui demander de tuer quelqu’un pour lui. Malgré l'importante récompense proposée, Tom, qui déteste commettre des meurtres à moins d’y être contraint, décline l'offre de Minot, qui retourne à Hambourg. Mais peu après, Ripley propose finalement à Minot d’embaucher pour le meurtre un certain Jonathan Trevanny. Ce dernier est un encadreur assez déplaisant et sans envergure, qui a déjà eu l’outrecuidance d’insulter Tom publiquement et qui, atteint d’une maladie incurable, s’inquiète de laisser sa femme et ses enfants dans l’indigence. Minot invite donc Trevanny à Hambourg, sous prétexte de consulter un médecin réputé, mais quand arrive le moment de discuter du meurtre, les deux hommes s’opposent sur la façon de procéder. À Munich, où Trevanny voit un second médecin, Minot revient à la charge et propose cette fois à Trevanny d’utiliser un lacet étrangleur pour tuer sa victime qui n’est autre qu’un ponte de la mafia, à piéger dans un train. Trevanny choisit plutôt d’employer un pistolet : il a l’idée qu’ainsi, après le meurtre, il pourra retourner l’arme contre lui avant que la police ne lui mette la main au collet. Le contrat est donc scellé. Une fois qu’il connaît les détails de l’opération, Ripley se sent un peu coupable d’avoir mis l'encadreur dans cette situation et propose à Trevanny son assistance, mais en insistant pour que Minot n’en sache rien.
Quelque temps après, Simone, la femme de Trevanny, découvre le carnet d’un compte bancaire suisse où est inscrite une importante somme : elle exige des explications. Son mari, incapable de lui répondre, demande à Ripley de trouver une histoire plausible. De son côté, Ripley apprend que la mafia soupçonne Minot d’avoir commandité l’assassinat du ponte. À Belle Ombre, Ripley reçoit des appels téléphoniques anonymes qui le pousse à envoyer Héloïse et Mme Annette, la bonne, dans un lieu sûr. Tom demande ensuite à Trevanny de lui prêter main-forte. Peu après, deux tueurs font irruption. Ripley les neutralise et les oblige à téléphoner à leur chef, à Milan, pour se disculper d’être le tueur choisi par Minot. Il assassine ensuite les deux tueurs. À ce moment, Simone débarque à Belle Ombre pour obtenir ses explications et découvre les cadavres que Ripley et Trevanny brûlent dans leur propre voiture pour brouiller les pistes. Quelques jours plus tard, Minot est capturé et, sous la torture, révèle l’identité et l’adresse de Trevanny. Un quatuor de tueurs encercle bientôt la maison de Trevanny. L’un d’eux tire sur Ripley et atteint mortellement Trevanny, qui meurt dans les bras de sa femme.
Tom Ripley habite à Villeperce, près de Fontainebleau, avec sa femme Héloïse. Un jeune homme, tout aussi séduisant que mystérieux, vient demander de l'aide à Ripley. Ce jeune Américain a endossé une fausse identité mais Ripley découvre qu'il est le fils d'un richissime homme d'affaires, récemment mort dans des circonstances mystérieuses. Le jeune s'appelle donc en réalité Frank Pierson et avoue à Tom Ripley avoir tué son père. Mais est-ce la vérité ? Tom s'attache malgré tout à lui et décide de l'aider en lui fournissant un faux passeport. La famille de Frank ayant entrepris des recherches avec l'aide d'un détective, Ripley l'accompagne à Berlin pour échapper aux recherches. Mais là-bas, rien ne se passe comme prévu : Frank Pierson est enlevé ! Tom Ripley se lance alors à sa recherche.
Quelque temps plus tard, Tom vit toujours près de Fontainebleau avec Héloïse. Tout va parfaitement bien, jusqu'à ce qu'un couple d’Américains voisins, les Pritchard, tentent d’en savoir plus sur le passé de Tom. Ils posent notamment des questions sur la disparition d’un certain Murchison, qui avait reçu la mission d’enquêter sur une affaire de faux tableaux.

## Personnalité
Tom Ripley est décrit par Patricia Highsmith comme quelqu'un d'agréable et suave mais aussi amoral.

### Sexualité
Si Patricia Highsmith ne le décrit pas ouvertement comme homosexuel ou bisexuel, de nombreux indices le prouvent. Dans le roman Monsieur Ripley, il est obsédé par Dickie Greenleaf et est jaloux de sa petite-amie Marge Sherwood au point de rêver que Dickie va la quitter. Dans Ripley et les Ombres, on apprend qu'il n'a pas eu de relation sexuelle avec sa femme Héloise durant leur nuit de noces et qu'ils ne font ensuite que peu souvent l'amour.
Dans le roman Sur les pas de Ripley, il y a un fort contexte d'homoérotisme entre Tom et Frank Pierson, qui dorment parfois dans le même lit.
Dans une interview dans Sight and Sound en 1988, Patricia Highsmith déclare « Je ne pense pas que Ripley soit gay. Il apprécie le look des autres hommes, c'est vrai. Mais il est marié dans les derniers romans ».

### Ripley le meurtrier
Tom Ripley est présenté comme un homme dénué de conscience, bien qu'il exprime parfois quelques vagues regrets. Il présente une personnalité antisociale et les caractères d'un psychopathe.

#### Victimes
| Roman                  | Meurtres directs                                                      | Meurtres causés de manière indirecte |
| ---------------------- | --------------------------------------------------------------------- | ------------------------------------ |
| Monsieur Ripley        | - Dickie Greenleaf - Freddie Miles                                    |                                      |
| Ripley et les Ombres   | - Thomas Murchison                                                    | - Bernard Tufts                      |
| Ripley s'amuse         | - Vito Marcangelo - Angelo Lippari - Fillipo Turoli - Alfiori - Ponti | - Jonathan Trevanny                  |
| Sur les pas de Ripley  | - "le kidnappeur italien"                                             |                                      |
| Ripley entre deux eaux |                                                                       | - David Pritchard - Janice Pritchard |

## Œuvres dans lesquelles le personnage apparaît

### Romans
1. The Talented Mr. Ripley (1955) Publié en français sous le titre Monsieur Ripley / Plein soleil / Le Talentueux Mr Ripley, Paris, Calmann-Levy, coll. « Traduit de », 1956 et 2000
2. Ripley Under Ground (1970) Publié en français sous le titre Ripley et les Ombres, Paris, Calmann-Lévy, coll. Chefs-d’œuvre de psychologie criminelle, 1970
3. Ripley's Game (1974) Publié en français sous le titre Ripley s'amuse / L’Ami américain, Paris, Calmann-Lévy, « Chefs-d’œuvre de psychologie criminelle », 1974 et 1982
4. The Boy Who Followed Ripley (1980) Publié en français sous le titre Sur les pas de Ripley, Paris, Calmann-Lévy, 1980
5. Ripley Under Water (1991) Publié en français sous le titre Ripley entre deux eaux, Paris, Calmann-Lévy, 1992

L'auteur Paul Pavlowitch a publié en 2005 une biographie fictive intitulée Tom (Paris, Ramsay).

### Films

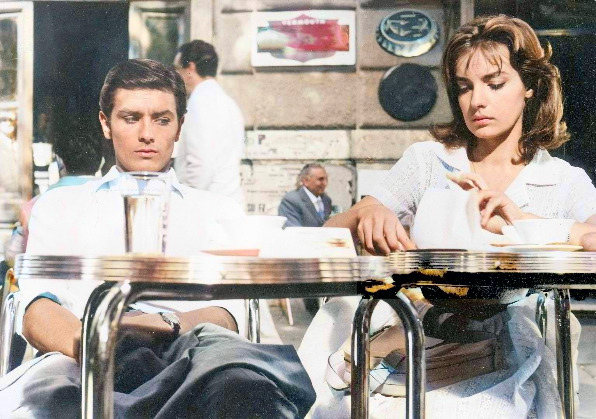
Alain Delon est, dans Plein Soleil, la première incarnation cinématographique du personnage, ici avec Marie Laforêt (dans le rôle de Marge) pendant le tournage d'une scène en Italie en août 1959.

- 1960 : Plein Soleil, film français réalisé par René Clément, avec Alain Delon, d'après Monsieur Ripley
- 1977 : L'Ami américain (Der Amerikanische Freund), franco-allemand réalisé par Wim Wenders, avec Dennis Hopper, d'après Ripley s'amuse
- 1999 : Le Talentueux Mr Ripley (The Talented Mr. Ripley) film américain réalisé par Anthony Minghella, avec Matt Damon, d'après Monsieur Ripley
- 2002 : Ripley's Game, film italo-anglo-américain réalisé par Liliana Cavani, avec John Malkovich, d'après Ripley s'amuse
- 2005 : Mr Ripley et les Ombres (Ripley Under Ground), film franco-britannico-allemand réalisé par Roger Spottiswoode, avec Barry Pepper, d'après Ripley et les Ombres

### Télévision
- 2024 : Ripley, série américaine réalisée par Steven Zaillian, avec Andrew Scott d'après The Talented Mr. Ripley.

### Radio
L'acteur britannique Ian Hart a également interprété le personnage dans une adaptation radio diffusée en 2009 sur BBC Radio 4.